# Zdeněk Mlynář

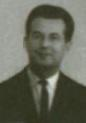
Zdeněk Mlynář

Zdeněk Mlynář, właśc. Zdeněk Müller (ur. 22 czerwca 1930 w Vysoké Mýto, zm. 15 kwietnia 1997 w Wiedniu) – czechosłowacki działacz komunistyczny, który poparł „Praską wiosnę”, następnie m.in. sygnatariusz Karty 77.

## Życiorys
W 1946 został członkiem Komunistycznej Partii Czechosłowacji (KPcz). W 1955 ukończył studia prawnicze na Uniwersytecie Łomonosowa w Moskwie (m.in. razem z Michaiłem Gorbaczowem. Po powrocie do Czechosłowacji zajmował się teorią polityki w ujęciu marksistowskim jako pracownik naukowy Instytutu Państwa i Prawa Czechosłowackiej Akademii Nauk (1956-1963) i Uniwersytetu Karola w Pradze (1964-1970). W 1964 został członkiem Komisji Prawnej KC KPCz. W trakcie „Praskiej wiosny” należał do nurtu reformatorskiego, został członkiem KC KPCz, a od kwietnia 1968 do 16 listopada 1968 był sekretarzem KC KPCz. We wrześniu 1969 usunięty z KC, a w 1970 z partii, pracował w latach 70. oddziale entomologicznym Muzeum Narodowego w Pradze. Należał do pierwszej grupy sygnatariuszy Karty 77, za co został pozbawiony pracy i osadzony w areszcie domowym. W czerwcu 1977 wyemigrował do Austrii, gdzie zajmował się naukową analizą kryzysu systemu komunistycznego i Pieriestrojką. W 1978 opublikował wspomnienia Mráz přichází z Kremlu, wydane w Polsce pt. „Mróz ze wschodu”.